# Teresa Caldeira
Teresa Pires do Rio Caldeira o Teresa P. R. Caldeira (n. 1954) es una antropóloga y catedrática universitaria brasileña-estadounidense.

## Biografía
Licenciada en Ciencias Sociales y máster en Ciencias Políticas por la Universidad de São Paulo y doctorada en Antropología por la Universidad de California, Berkeley, fue profesora investigadora en Brasil de 1980 a 1996 en el Centro Brasileño de Análisis y Planificación (CEPRAB) y profesora de la Universidad Estatal de Campinas. Después pasó a establecerse en Estados Unidos donde fue profesora asociada de la Universidad de California, Irvine y, desde 2007, catedrática de Estudios regionales y urbanos en la UCLA en Berkeley.
Su trabajo de investigación, desarrollado en buena parte bajo el prisma de São Paulo, se centra en lo urbano, las relaciones sociales y la vida en las ciudades. También ha trabajado la segregación espacial, la violencia urbana y la discriminación social. Actualmente investiga las nuevas formas de vida urbana que crean los jóvenes en el contexto del neoliberalismo, que implican nuevos modos de gobernabilidad y nuevos paradigmas urbanísticos. En 2012 fue seleccionada Guggenheim Fellow y recibió el Premio de Faculty Mentor de la Universidad de California, Berkeley.
Ha escrito City of Walls: Crime, Segregation and Citizenship in Sao Paulo (University of California Press, 2000; traducido al castellano Ciudad de muros, Gedisa 2007) que ganó el Senior Book Prize de la American Ethnological Society en 2001. También es autora de Democràcia i murs. Noves articulacions de l’espai públic (CCCB, Breus, 2008) y Espacio, segregación y arte urbano en Brasil (Katz, 2010).